# Anjero-Soudjensk
Anjero-Soudjensk (en russe : Анжеро-Судженск) est une ville de l'oblast de Kemerovo, en Russie. Sa population s'élevait à 80 793 habitants en 2013.

## Géographie
Anjero-Soudjensk est située dans le sud-ouest de la Sibérie, dans le bassin industriel du Kouzbass, à 83 km au nord de Kemerovo et à 2 958 km à l'est de Moscou.

## Histoire
Anjero-Soudjensk est née de la fusion en 1928 des villages d'Anjerka (Анжерка) et Soudjenka (Судженка), près d'une mine de charbon entrée en exploitation au début du XXe siècle. Elle acquiert le statut de commune urbaine en 1928 puis celui de ville en 1931.

## Population
Recensements (*) ou estimations de la population
| 1926*  | 1939*  | 1959*   | 1970*   | 1979*   |
| ------ | ------ | ------- | ------- | ------- |
| 30 200 | 69 008 | 115 628 | 106 165 | 105 114 |

| 1989*   | 2002*  | 2010*  | 2012   | 2013   |
| ------- | ------ | ------ | ------ | ------ |
| 107 951 | 86 480 | 76 646 | 81 380 | 80 793 |

## Économie
Les principales activités sont constituées par l'extraction de charbon (en déclin), la fabrication d'équipement minier (société « Anjeromach ») et la verrerie.

## Transport
La ville se trouve sur la ligne du chemin de fer Transsibérien, au kilomètre 3 560 depuis Moscou.

## Personnalités
Viktor Sidyak, escrimeur spécialiste du sabre, quadruple champion olympique, est né à Anjero-Soudjensk en 1943.